# Eoabelisaurus
Eoabelisaurus ("Gryningens Abelödla") var släkte köttätande dinosaurier vars fossil påträffats i Patagonien, där den tros ha levt under mitten av juraperioden för omkring 170 milj. år sedan. Den betraktas som det äldsta kända släktet inom abelisauridae, en theropodfamilj som var mycket spridd på södra halvklotet under kritaperioden.
Även om Eoabelisaurus betraktas som en mycket tidig abelisaurie, var den mycket sina släktingar abelisaurus och Carnotaurus, som levde under kritaperioden. Den gick uteslutande på bakbenen och balanserade kroppen med en lång, kraftig svans. Skallen var förmodligen ganska kort, med kraftiga käkar fyllda med vassa tänder. Frambenen var mycket små i förhållande till kroppsstorleken, och fingrarna var mycket korta. Kroppslängden uppgick till cirka 6 meter.